# جمهورية أمريكا الوسطى الاتحادية
جمهورية أمريكا الوسطى الاتحادية (بالإسبانية: República Federal de Centroamérica)‏ هي دولة قصيرة الأجل في أمريكا اللاتينية، في الفترة من يوليو عام 1823 حتى عام 1840. وقد كانت جمهورية فيدرالية تشكلت على غرار الولايات المتحدة الأمريكية. بين عامي 1823 و1824، كان علم الدولة يحمل شعاراً يشير إلى الاتحاد باسم «محافظات أمريكا الوسطى المتحدة» (بالإسبانية: Provincias Unidas del Centro de América)‏، ولكن دستورها لعام 1824، بالإضافة إلى علمها وشعارها كانوا يسمونها «جمهورية أمريكا الوسطى الاتحادية».
شملت الجمهورية دول: غواتيمالا (مع معظم تشياباس)، والسلفادور، وهندوراس، ونيكاراغوا، وكوستريكا. في العقد 1830 أضيفت دولة أخرى وهي لوس ألتوس (مع عاصمتها كويزالتينانغو)، والتي تحتلّ الآن بعض المرتفعات الغربية لغواتيمالا وولاية تشياباس المكسيكية. أثناء الفترة من 1838 إلى 1840، تفكك الاتحاد بسبب الحرب الأهلية.

## تاريخ

### الاستقلال (1821 – 1822)
كانت دول أمريكا الوسطى باستثناء بنما جزءاً من الإمبراطورية الإسبانية من القرن السادس عشر حتى عام 1821. أعلن مؤتمر أمريكا الوسطى الذي عقد في مدينة غواتيمالا في عام 1821 استقلال أمريكا الوسطى عن إسبانيا، والذي دخل حيز التنفيذ في 15 سبتمبر من نفس العام. كانت عملية الاستقلال هذه سلمية ودون أي مقاومة من الحكومة الإسبانية، وبقي الحاكم العام الإسباني العميد جابينو جينزا إلى جانب جميع حكام المقاطعات الخمس كسلطات تنفيذية في انتظار الانتقال الكامل للسلطة إلى الحكومات المحلية، ولا يزال تاريخ المؤتمر هو يوم الاستقلال الوطني في معظم دول أمريكا الوسطى.

### الانضمام إلى إمبراطورية المكسيك (1822 – 1823)
لم يصمد استقلال دول أمريكا الوسطى لفترة طويلة، إذ سرعان ما انهار القانون وعمَّت الفوضى في هذه الدول. رفضت العديد من المناطق قبول القوى الفدرالية المشكلة حديثاً في غواتيمالا، وحدث تمرد مفتوح في سان سلفادور وكوماياغوا وليون وكارتاغو. وفي 25 يناير 1822 صوت المجلس الاستشاري في غواتيمالا لصالح الانضمام إلى المكسيك، وبعد بضعة أسابيع فقط وصل الجنرال فيسينتي فيليسولا مبعوث إمبراطور المكسيك أغوستين دي إيتوربيد إلى غواتيمالا كحاكم جديد.
أثارت عملية الضم جدلاً واسعاً، فمن جهة أعجب البعض بالدستور المكسيكي الذي ألغى الرق وسمح بالتجارة الحرة، في حين اعترض ليبراليون من أمريكا الوسطى على الضم ورفضوا قبول سلطة الحاكم فيليسولا الذي أمر الجيش بقمع المعارضة. رفضت كوستاريكا الانضمام إلى الإمبراطورية المكسيكية كجزء من القرارات التي أصدرتها الحكومة هناك عند انتهاء حرب أوتشوموغو (5 أبريل 1823)، وانتهت بذلك الحرب الكوستاريكية الأولى التي خسرت فيها القوات الإمبراطورية أمام الجمهوريين.
تنازل الإمبراطور إيتوربيد عن السلطة في 19 مارس 1823، وأصبحت المكسيك جمهورية في 1 نوفمبر 1823، وعرضت على مقاطعات أمريكا الوسطى التي ضمتها سابقاً الحق في تقرير مصيرها. سلم الجنرال فيليسولا سلطته إلى الجمعية التأسيسية الوطنية التي شكلت على عجل وضمت ممثلين عن كل من المقاطعات الخمس في 1 يوليو 1823، أعلن كونغرس أمريكا الوسطى استقلاله المطلق عن إسبانيا والمكسيك وأي دولة أجنبية أخرى، وقرر إنشاء نظام حكم جمهورياً.

### إعادة تشكيل الجمهورية الاتحادية (1823 – 1840)
انتخبت الجمعية التأسيسية التي يهيمن عليها الليبراليون مانويل خوسيه آرس رئيساً للجمهورية الاتحادية، لكنه سرعان ما انقلب على الجمعية التي انتخبته وحلَّها. بدأ تمرد ضد السلطة الاتحادية في سان سلفادور، ثم انضمت هندوراس ونيكاراغوا إلى التمرد وأقيل آرس في عام 1829. استولى المتمردون على السلطة بقيادة الهندوراسي فرانسيسكو مورازان على السلطة، وأعلن مورازان رئيساً في عام 1830. نقلت العاصمة من مدينة غواتيمالا إلى سان سلفادور في عام 1831 في محاولة لاسترضاء الليبراليين، ولكن قبضة مورازان على السلطة كانت تضعف باستمرار، وسيطرت المعارضة على جميع المقاطعات.
أعلنت الجمعية العامة في عام 1838 أن المقاطعات حرة في حكم نفسها، وحلَّت الجمهورية الاتحادية، وفي عام 1839 نُفي مورازان عندما دخلت قوات المتمردين من غواتيمالا وهندوراس ونيكاراغوا إلى سان سلفادور وطردت المؤسسات الحكومية.

### حل الاتحاد
واجه الاتحاد مشاكل عديدة لم يستطيع التغلب عليها، وانزلقت البلاد إلى حرب أهلية بين أعوام 1838 – 1840. بدأ تفكك دول الاتحاد بانفصال نيكاراغوا في 5 نوفمبر 1838، ثم تبعتها هندوراس وكوستاريكا. لا يمكن تحديد تاريخ حل الاتحاد بدقة بسبب الفوضى السائدة في ذلك الوقت، ولكن في 31 مايو 1838 اجتمع الكونغرس ليعلن أن المقاطعات حرة في إنشاء جمهوريات مستقلة. وعلى كل حال كان ذلك مجرد إقرار قانوني بعملية التفكك التي بدأت على أرض الواقع. انتهى الاتحاد فعلياً في عام 1840، حين أعلنت أربع من المقاطعات الخمس استقلالها، وجاءت النهاية الرسمية بعد إعلان قيام جمهورية سلفادور المستقلة في فبراير من العام 1941.

## قائمة الرؤساء
- 1823 – 1825: خوزيه سيسيلو ديل فاليه.
- 1825 – 1829: مانويل خوزيه آرسي.
- 1829 – 1830: خوزيه فرانسيسكو بارانديا.
- 1830 – 1839: فرانسيسكو مورازان.

## الدول الحالية التي كانت من ضمن الجمهورية
- السلفادور
- بليز
- غواتيمالا
- كوستاريكا
- نيكاراغوا
- هندوراس